# Gyllensträckspindel
Gyllensträckspindel (Tetragnatha montana) är en spindelart som beskrevs av Eugène Simon 1874. Gyllensträckspindel ingår i släktet sträckkäkspindlar, och familjen käkspindlar. Arten är reproducerande i Sverige. Utöver nominatformen finns också underarten T. m. timorensis.